# Jadwiga Teresa Stępień
Jadwiga Teresa Stępień (ur. 8 listopada 1954 w Miliczu) – polska śpiewaczka operowa, mezzosopran.

## Życiorys
Studiowała w klasie wokalnej Ireny Gałuszki w Państwowej Wyższej Szkole Muzycznej we Wrocławiu. Absolwentka Akademii Muzycznej w Warszawie w klasie prof. Jerzego Artysza. Stypendystka MKiS i prof. Barbary Iglikowskiej w Gdańsku. Swoje umiejętności doskonaliła także w Moskwie pod okiem prof. Iriny Archipowej. W 1982 roku została solistką Teatru Wielkiego w Warszawie, gdzie śpiewała główne role w operach barokowych, dziełach XIX-wiecznych, jak i operach współczesnych, wykonując dzieła oratoryjne i kantatowe od baroku do XX wieku.
Występowała we wszystkich krajach europejskich, a także w Brazylii, na Filipinach, w Urugwaju, Turcji i USA. W 1995 roku zainicjowała spektakl W drodze, oparty na pieśniach sefardyjskich, którego premiera odbyła się na Zamku Królewskim w Warszawie pod patronatem ambasadorów Izraela i Hiszpanii. Spektakl ten pokazywany był w Gdańsku, Bydgoszczy oraz na Międzynarodowym Festiwalu Muzycznym w Łańcucie, skąd transmitowano go poprzez satelitę. Rok później artystka wykonywała także recital pieśni sefardyjskich na Międzynarodowym Festiwalu Kultury Żydowskiej w Krakowie. W marcu 1997 roku występowała w Nowym Jorku wraz z amerykańskim pianistą Chaimem Freibergiem.
Dwa albumy nagrane przez Jadwigę Teresę Stępień zatytułowane Al Amor oraz Pieśni Sefardyjskie zostały nominowane w latach 1996–1997 do nagrody Fryderyk. W 1998 roku podczas uroczystości wręczania nagród, transmitowanej przez Telewizję Polską S.A. oraz TVP Polonia wystąpiła z recitalem pieśni sefardyjskich.
Jest kwalifikowanym pedagogiem śpiewu solowego. Współpracowała z prof. Jerzym Artyszem w AMiFC w Warszawie i Amerykańską Szkołą w Warszawie. Prowadziła kursy mistrzowskie w Polsce i na Filipinach, współpracowała z Warszawsko-Praską Szkołą Chóralną. W 1998 roku została zaproszona do prowadzenia masterclass w Korei Południowej.
W 1999 roku ukazał się kolejny album, tym razem poświęcony wyłącznie muzyce polskiej (światowa premiera kompletu Pieśni Ignacego Jana Paderewskiego). W kwietniu 1999 roku – między innymi za album „Pieśni Sefardyjskie” została wyróżniona medalem im. M. Anielewicza, który jest przyznawany za szczególne zasługi dla ochrony dziedzictwa kultury żydowskiej w Polsce.
Rok 2000 zapoczątkowała koncertami na Kresach (również na Ukrainie), a także w Moskwie – poświęconymi pamięci polskiego noblisty Władysława Reymonta, otrzymując rok później dyplom i medal obchodów roku reymontowskiego Reymont 2000. Jesienią 2001 roku nagrała 21 pieśni polskiego kompozytora Stanisława Niewiadomskiego dla Polskiego Radia. W czerwcu 2001 roku Jadwiga Teresa Stępień została zaproszona i przyjęta w poczet Soroptimist International The First Club of Warsaw.
W latach 2002–2003 śpiewała koncerty na Zamku Królewskim wraz z Mariuszem Rutkowskim oraz koncerty w Niemczech – w Düsseldorfie z japońską pianistką Yasuko Yamaguci, w Sztokholmie z Mirosławem Feldgeblem oraz w Brukseli z Maksymilianem Bieleckim.
30 czerwca i 1 lipca 2003 roku, wraz z Wielką Orkiestrą Symfoniczną Filharmonii w Montevideo artystka wykonała Trzy Poematy do poezji Jana Kasprowicza, w orkiestrowej wersji G. Fitelberga, oraz partię mezzosopranu w Stabat Mater Karola Szymanowskiego. W listopadzie 2003 roku został wydany kolejny album Jadwigi Teresy Stępień „Dusza Kresów”, zawierający pieśni polskiego kompozytora Stanisława Niewiadomskiego.
W kwietniu 2004 roku został nagrany album pieśni Ignacego Jana Paderewskiego. W tym samym roku została wybrana prezydentką założycielką Soroptimist International Warsaw Club – Dom Polski. Karta przyłączenia w poczet Federacji Europejskiej Międzynarodowej Organizacji Soroptimist International została przekazana przez prezydenta Federacji Europejskiej Heidrun Konrad na Zamku Królewskim w Warszawie w obecności między innymi Danuty Hübner, która objęła honorowy patronat nad uroczystością wraz z pierwszym polskim ambasadorem OECD w Paryżu, prof. Janem Woronieckim. Jadwiga Teresa Stępień wystąpiła na koncercie wieńczącym tę światową uroczystość.
15 lipca 2004 roku zadebiutowała na Światowym Festiwalu Le Mois Molière w Pałacu Wersalskim we Francji. Recital muzyki polskiej i latynoamerykańskiej artystka wykonała wraz z pianistą francuskim Jean de Saint Guilhem.
Występowała również na festiwalach w kraju (Warszawska Jesień i Wratislavia Cantans), a także za granicą. W filmie Marka Nowickiego pt. Sceny nocne zagrała rolę śpiewaczki operowej.
Jest autorką, inicjatorką i organizatorką projektu Polska Szkoła Mistrzów, który zainaugurowała wystawa Mistrz… Uczeń… Autorytet… Respekt oraz koncert Radosne Bel Canto 27 sierpnia 2011. Inicjatywa została wsparta autorytetem małżonki prezydenta Rzeczypospolitej Polskiej Anny Komorowskiej. Pierwszy element Śladami Mistrzów… Wielkie Postacie na Saskiej Kępie objął honorowym patronatem burmistrz dzielnicy Pragi Południe Tomasz Kucharski. Działania podkreślają wartości polskich autorytetów ze świata kultury, nauki, dyplomacji, medycyny, którzy swoją pracą wnieśli wkład w polskie dziedzictwo narodowe. W ramach projektu prowadzone są interaktywne spotkania m.in. literackie, koncerty i wydarzenia parateatralne.

## Nagrody i odznaczenia
- 1984: Międzynarodowy Konkurs Wokalny im. Francisco Viñasa w Barcelonie – nagroda specjalną za interpretację pieśni hiszpańskich[4]
- 2012: Brązowy Medal „Zasłużony Kulturze Gloria Artis”[5].